# Datu Odin Sinsuat
Datu Odin Sinsuat (in passato Dinaig) è una municipalità di seconda classe delle Filippine, situata nella Provincia di Maguindanao, nella Regione Autonoma nel Mindanao Musulmano. Tra l'ottobre 2006 e il luglio 2008 ha fatto parte della Provincia di Shariff Kabunsuan, creata con decreto regionale annullato successivamente dalla Corte Suprema delle Filippine.
Datu Odin Sinsuat è formata da 34 baranggay:
- Ambolodto
- Awang
- Badak
- Bagoenged
- Baka
- Benolen
- Bitu
- Bongued
- Bugawas
- Capiton
- Dados
- Dalican Poblacion
- Dinaig Proper
- Dulangan
- Kakar
- Kenebeka
- Kurintem

- Kusiong
- Labungan
- Linek
- Makir
- Margues
- Mompong
- Nekitan
- Sapalan
- Semba
- Sibuto
- Sifaren (Sifaran)
- Tambak
- Tamontaka
- Tanuel
- Tapian
- Taviran
- Tenonggos